# アーロン・カーター
アーロン・カーター（Aaron Carter、1987年12月7日 - 2022年11月5日 ）は、アメリカの歌手・俳優。

## 人物概要
アメリカ・フロリダ州出身。ニック・カーターの弟である。
アーロンは兄ニックがバックストリート・ボーイズを結成後の7歳からパフォーマンスを始め、9歳だった1997年にセルフタイトルアルバムで歌手デビューした、このアルバムは全世界で100万枚を売り上げた。2枚目のアルバム『アーロンズ・パーティー』(2000年)も、全米だけで300万枚を売り上げ、ニコロデオンへのゲスト出演やバックストリート・ボーイズのツアーへの同行も行った。3枚目の『オー・アーロン』はプラチナ認定され、2002年には『アナザー・アースクエイク』、2003年にはベスト盤『モスト・リクエステッド・ヒッツ』が続いた。
アーロンは『ダンシング・ウィズ・ザ・スターズ』への出演のほかに、ブロードウェイの舞台へもSeussicalやオフ・ブロードウェイのThe Fantasticks、一回限りの出演なども多く行ってきた。2014年になるとラッパーのパット・ソロをフィーチャリングしたシングル「オー・ウィー」を発表する。2016年にはシングル「フールズ・ゴールド」、2017年にEPの『ラヴ』を発表。15年ぶりとなる5枚目のアルバム『ラヴ』は2018年に発売され、6枚目のアルバム『ブラックリステッド』は後述の死から2日後に発売された。

## 死去
2022年11月5日、ランカスターにある自宅で亡くなった、享年34歳。遺体は家政婦によってバスタブで発見された。遺体は火葬され、遺骨の一部は双子のエンジェルに預けられた。死因はただちに公にされることはなかったが 、その後ロサンゼルスの検視官はアーロンの死因は偶発的なものであり、ジフルオロエンタンの吸入とアルプラゾラムを服用した後の溺死だったと判定した。
アーロンの遺骨はフォレスト・ローン共同墓地に埋葬されている。

## 人物

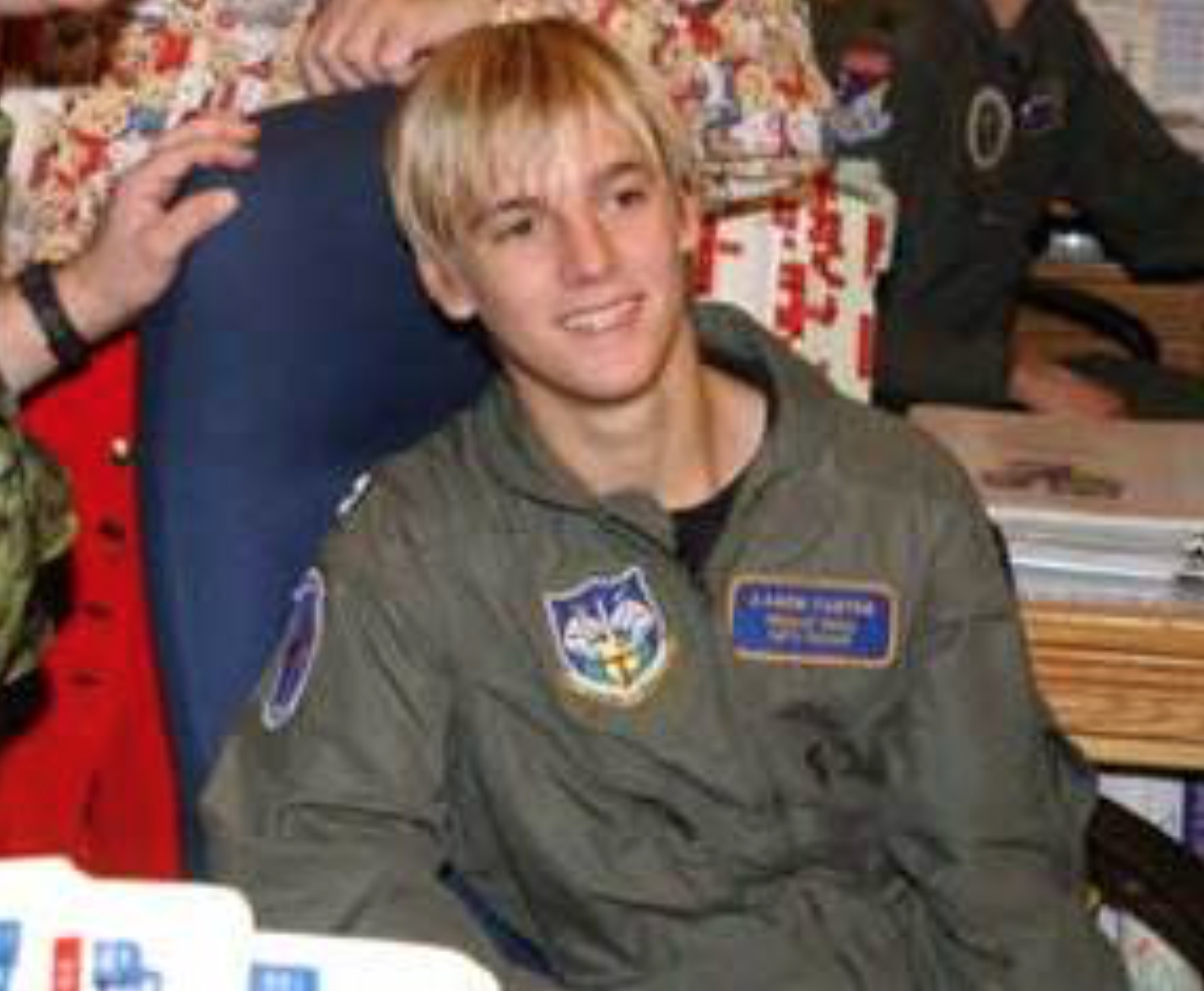
2002年

過去にリンジー・ローハンとヒラリー・ダフに二股をかけたことがある。それが原因でリンジーとヒラリーは親友から不仲に。モデルのエンジェル・カーターと双子。
2017年にはバイセクシュアルだとカミングアウトした。

## ディスコグラフィー

### アルバム
- スタジオ・アルバム

| 枚 | 発売日        | タイトル                             | 規格品番   |
| -- | ------------- | ------------------------------------ | ---------- |
| 1  | 1998年6月6日  | アーロン・カーター                   | TOCP-4105  |
| 2  | 2000年9月26日 | アーロンズ・パーティー (Come Get It) | AVCZ-95160 |
| 3  | 2001年9月5日  | オー・アーロン                       | ZJCI-10044 |
| 4  | 2002年9月26日 | アナザー・アースクウェイク           | ZJCI-10089 |
| 5  | 2018年2月16日 | ラヴ                                 |            |
| 6  | 2022年11月7日 | ブラックリステッド                   |            |

- ベスト・アルバム

| 枚 | 発売日         | タイトル             | 規格品番   |
| -- | -------------- | -------------------- | ---------- |
| 1  | 2003年12月17日 | グレイテスト・ヒッツ | BVCQ-21007 |

### シングル
| 枚 | 発売日        | タイトル                                                  | 規格品番   |
| -- | ------------- | --------------------------------------------------------- | ---------- |
| 1  | 1998年4月8日  | クラッシュ・オン・ユー                                    | TOCP-101   |
| 2  | 2000年9月4日  | アイ・ウォント・キャンディ                                | AVCZ-95159 |
| 3  | 2002年8月16日 | サマータイム～アーロンとナ・ツ・ヤ・ス・ミfeat.バハ・メン | ZJCI-30017 |